# مفاعل اختبار متعدد الاستخدامات

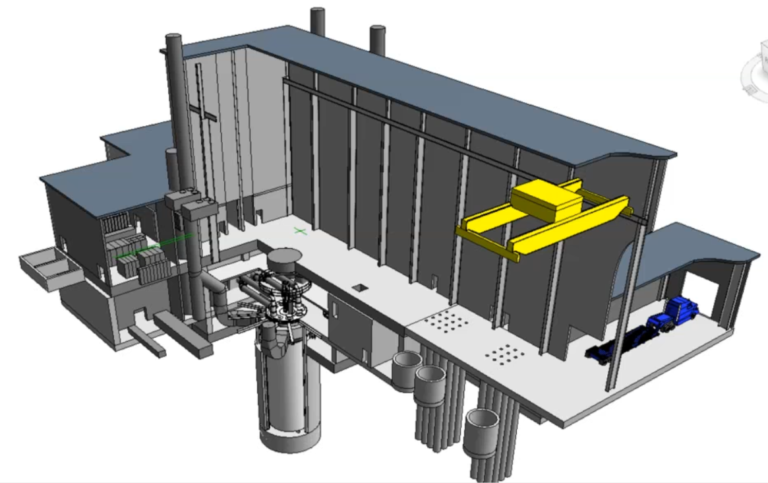
تمثيل ثلاثي الأبعاد لمفاعل اختبار متعدد الاستخدامات

مفاعل الاختبار متعدد الاستخدامات (VTR) هو مشروع قيد التطوير حاليًا من قبل وزارة الطاقة الأمريكية لبناء مفاعل اختبار سريع للنيوترونات بحلول عام 2026.

## التصميم النظري
عملت أربعة مختبرات وطنية، مختبر أيداهو الوطني، ومختبر أرجون الوطني، ومختبر لوس ألاموس الوطني، ومختبر أوك ريدج الوطني مع الجامعات والصناعة التجارية للتوصل إلى تصميمات نظرية، وتكاليف وتقديرات الجدول الزمني.
سيكون التصميم المحتمل عبارة عن مفاعل سريع بتبريد الصوديوم بقوة 300 ميغاواط يعتمد على مفاعل الطاقة لوحدة صغيرة مبتكرة لشركة هيتاشي للطاقة النووية. سيستخدم الوقود الأول المقترح وقود سبيكة من اليورانيوم والبلوتونيوم والزركونيوم. تم اختبار مثل هذا الوقود المعدني مسبقًا في المفاعل النووي التجريبي الثاني. يمكن أن يتكون وقود المفاعل اللاحق من مخاليط أخرى وتخصيب متفاوت من اليورانيوم والبلوتونيوم ويمكن استخدام معادن خلائط أخرى بدلاً من الزركونيوم. لا توجد منشآت لتوليد الطاقة مخططة لمسجلات شريط الفيديو.

## الاستخدامات
يعد إنشاء بيئة اختبار نيوترونية سريعة أمرًا ضروريًا لتطوير الجيل التالي من التقنيات النووية وتصميمات المفاعلات، والتي يعتمد الكثير منها على النيوترونات السريعة لإنشاء تفاعل متسلسل مستدام يولد الحرارة.
سيتم استخدام مسجلات شريط الفيديو في اختبار الوقود النووي المتقدم والمواد والأجهزة وأجهزة الاستشعار. كما سيسمح لوزارة الطاقة بتحديث البنية التحتية الأساسية لبحوث وتطوير الطاقة النووية، وإجراء اختبارات المواد والتقنية المتقدمة الضرورية لإعادة تنشيط صناعة الطاقة النووية الأمريكية.

## المعارضة
شكك إدوين ليمان، كبير العلماء والمدير بالنيابة لمشروع الأمان النووي في اتحاد العلماء المهتمين غير الربحي، في الحاجة إلى مفاعل نيوتروني سريع، مشيرًا إلى أنه يمكن استخدام المرافق الحالية لإنتاج نيوترونات سريعة.
ينتج تصميم المفاعل المولد المزيد من المواد الانشطارية على شكل بلوتونيوم، مما يؤدي إلى مخاوف من الانتشار النووي. قال "لا يوجد شيء جيد في هذه المفاعلات". "أعتقد أن هناك حبًا غير منطقي للبلوتونيوم في وزارة الطاقة.